# 广州市第十六中学
广州市第十六中学，创立於1934年，前身是广州私立培桂中学，1960年—1964年曾改名中山医学院附属中学。学校位於越秀区农林街道中山二路37号，现为广东省一级学校、广东省国家级示范高中。

## 概况
1934年，学校由教育家马君武（创立广西师范大学）任首任校长，马君武与蔡元培有“北蔡南马”之称。同时，著名将领白崇禧为学校的首任校董。1949年，又推举语言学大师王力为董事长。现用“广州市第十六中学”校名为王力亲题。

## 历史
1932年春节後，广西旅穗同乡在南堤广西会馆召开同乡大会，有人指责理事会管有广西新旧会馆收租房屋十多间，每年租金收益毫洋4000余元，除正当开支每年不过1000元左右外，其余均被理事会理事挪用吞没。即共同决议从当年起，每年房租收入应按月於银行储蓄，以备正当应用。同时提议该项储款准备次年开办一间广西旅穗学校，当时提议开办中学及校内附属小学，获通过。一推选广西旅穗同乡理事会新理事九人，阚宗骅，粟豁蒙（时任中山大学教授），包尹中和当时在中山大学肄业的学生六人当选为新理事。
1932年开始筹办广州市私立培桂中学，广西会馆每月房租收入全数按月存储华侨办的嘉南堂银行，并成立培桂中学董事会，推举白崇禧为校董会董事长，阚宗骅、粟豁蒙、包尹中及中大学生5人为校董，同时由董事会聘任马君武为校长（马时任广西大学校长）。
1933年3—4月间，由校董会提广东省教育厅备案。但当时教育厅规定凡开办高初中完全中学，校董会必须有毫银70000元储蓄在广东省银行，指定为办该中学专款方准备案。当时广西会馆房租收入只有4000元存在华侨嘉南堂银行，故请当时第四集团军总司令部驻粤办事处主任王逊志，请该处提毫银70000元存广东省银行作为培桂中学校董会存款，获其答应。经广东省教育厅查对款项後获得批准备案，该款由王逊志取回。
1950年，阚宗骅辞任校长，当时代校长许绍衡调职，由教务主任黄宗章继任校长。
1954年，改为广州市第十六中学。
2019年，广州市恒福中学高中部（水蔭路校址，原廣州市沙東中學）并入广州市第十六中学变为水蔭校區，原恆福中學初中部（恆福路校址）則改爲“广州市第十六中学实验学校”。

## 设施
- 校本部：本校区有200米环形跑道（附设130米直跑道）运动场、室内体育馆和室内乒乓球馆各1个，篮球场5个，排球场1个，羽毛球场4个。
- 东湖校区：本校区有200米环形跑道（附设130米直跑道）运动场、篮球场4个，且有大面积空地作为羽毛球或足球场地使用，并有露天健身设施。